# 浪海

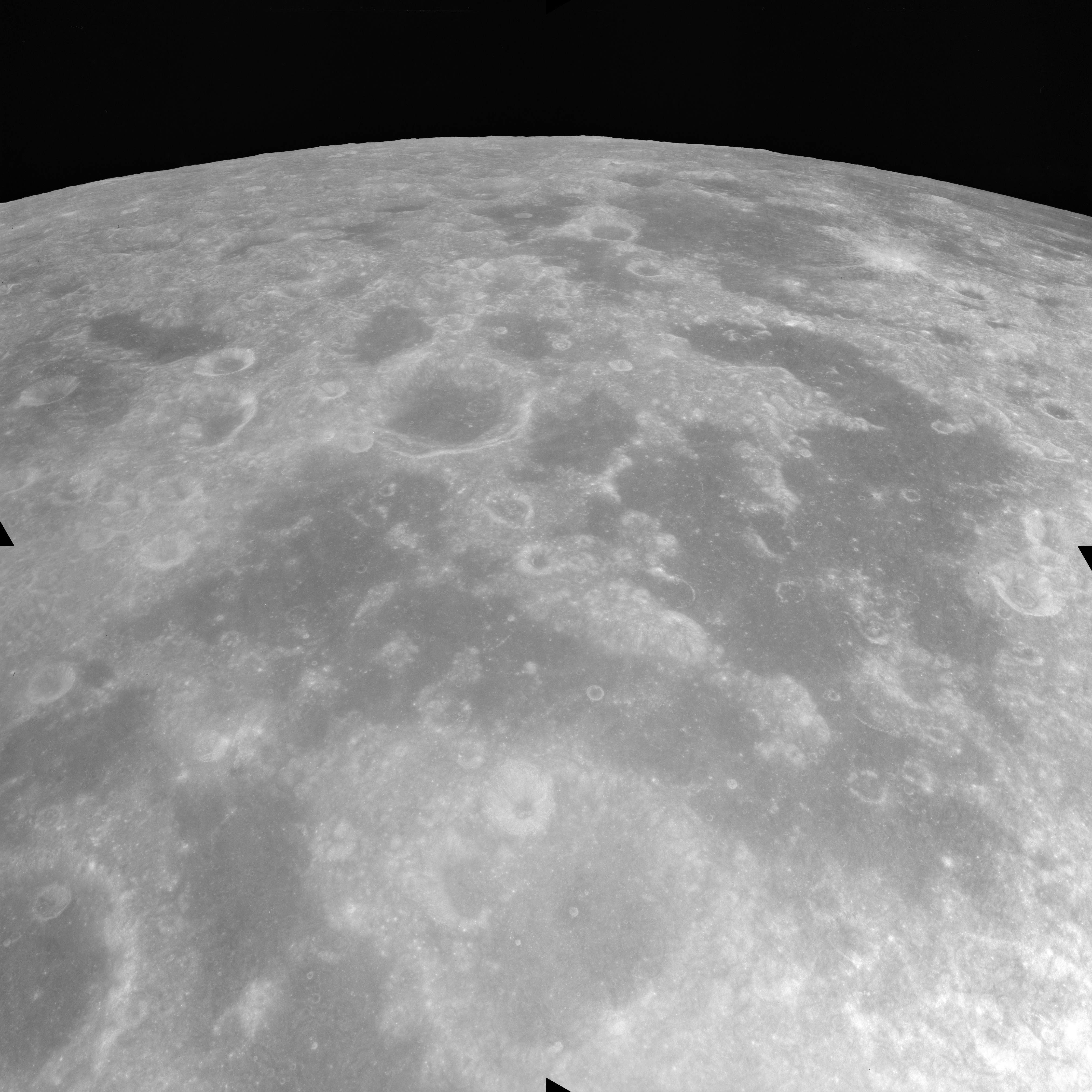
浪海(中下)和泡沫海(右上)斜视图，面朝南，阿波罗17号拍摄

浪海(Mare Undarum )是位于月球近月面泡沫海正北的一座不平坦的月海，介于费尔米库斯陨石坑和月面东侧沿之间。它是危海盆地中，许多环危海升高的月湖之一。其月面座标为北纬6.8°、东经68.4°，最大直径243公里。
危海盆地周围的地层为酒海纪代，而月海地层的玄武岩却属晚雨海纪代。在月海南侧边缘可看到杜比亚戈陨石坑，在东北边缘上则坐落着卫星坑"孔多塞 P"。
19世纪30年代约翰·海因里希·冯·马德勒观察了该区域 ，他注意到了构成月海的那些弯曲黑暗条纹的变化，导致他推测这些变化是由植被造成的。

## 虚构文学
在罗伯特·海莱因的小说《月亮是个严厉的女人》中，浪海是第二投射器的位置，投射器的确切位置是保密的并且是“月球的国家安全机密”。